# 计算理论

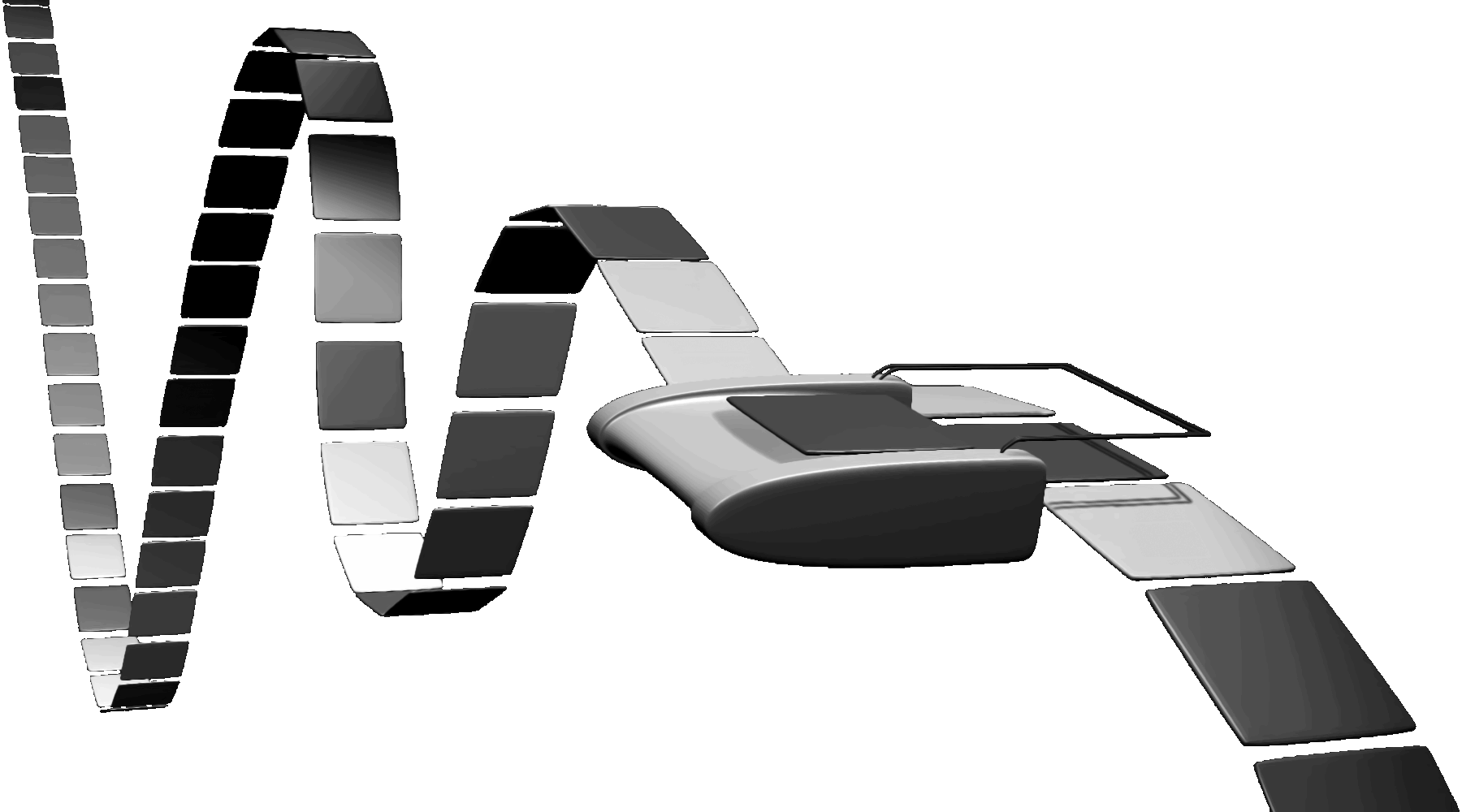
藝術化的圖靈機。圖靈機常用在計算的理論模型上

计算理论（英語：Theory of computation）是數學的一個領域，和计算机有密切关系。其中的理论是现代密码协议、计算机设计和许多应用领域的基础。该领域主要关心三个方面的问题：
- 采用什么计算模型（即形式语言、自动机）
- 解决哪些是可计算的、哪些是不可计算的（即可计算性理论及演算法）
- 要用多少时间、要用多少存储（即計算複雜性理論）

這三方面的問題可以用一個問題來總括：「電腦的基礎能力及限制到什麼程度？」
計算理論的「計算」並非指純粹的算術運算（Calculation），而是指從已知的輸入透過算法來取得一個問題的答案（Computation），因此，計算理論屬於理論計算機科學和應用數學。
為了對計算進行嚴謹的研究，電腦科學家會將計算以數學的方式抽象化，稱為计算模型。有幾種目前在使用的计算模型，其中最出名的是圖靈機。電腦科學家研究圖靈機的原因是它很容易敘述，可以分析，用來證明結果，而且用此模式呈現了許多強而有力的計算模型（參照邱奇－图灵论题）。圖靈機有潛在的，數量無限的記憶能力，這似乎是不可能達到的，不過所有圖靈機解決的可判定性問題都只需要有限量的記憶能力。因此理論上，任何可以用圖靈機解決的（可判定性）問題都只需要有限量的記憶能力。

## 歷史
計算理論早在所有計算機發明之前便開始了，當時是使用数理逻辑，在20世紀此理論和數學分離，成為一個獨立的學科。
计算理论早期的重要貢獻者有阿隆佐·邱奇、库尔特·哥德尔、艾伦·图灵、斯蒂芬·科尔·克莱尼、约翰·冯·诺伊曼及克劳德·香农等。

## 外部連結
- Theory of Computation（页面存档备份，存于） at MIT
- Theory of Computation（页面存档备份，存于） at Harvard
- Computability Logic - A theory of interactive computation. The main web source on this subject.